# Philodromus juvencus
Philodromus juvencus es una especie de araña cangrejo del género Philodromus, familia Philodromidae. Fue descrita científicamente por Kulczynski en 1895.

## Distribución
Esta especie se encuentra en Armenia.